# Izjaslav III. Vasiljevič
Izjaslav III. Vasiljevič (1100–1180[zdroj⁠?!]) byl syn Vasila I. a v letech 1062–1167 a 1167–1180 polocký kníže.

## První období vlády (1162–1167)
Na trůn se dostal po roztržce (bitvě) mezi Ragnvaldem III. a Volodarem Glebovičem v roce 1162. Po ní se už Ragnvald III. do Polockého knížectví nevrátil, protože bylo zpustošeno. Brzy umřel a Poločané si za panovníka svého knížectví vybrali Izjaslava II. Vasiljeviče z Vitebska. Během své vlády, namířené proti Minským knížatům, ho podporovali nejen obyvatelé, ale i jeho spojenci – smolenská knížata.

## Druhé období vlády (1167–1180)
Izjaslavova vláda však skončila v roce 1167, kdy ho litevská vojska vrhla do žaláře ve Vitebsku a na trůnu ho vystřídal Volodar Glebovič. Po jeho krátkém jednoletém panování (1167) se však s pomocí smolenského knížete Romana, od kterého se dozvěděl, že táhne proti Volodarovi, dostal z vězení a znovu se stal Polockým knížetem. V roce 1180 však Smolenským knížatům vyhlásil válku, koncem které zemřel.